# عبد الله الراشد
عبد الله راشد أحمد اليعقوب ، (1950 - 2004) ملحن كويتي تم إعتقاله من قبل الشرطة السرية العراقية التابعة لصدام حسين أثناء الغزو العراقي لدولة الكويت وكان برفقته الشاعر فائق عبد الجليل وكان أيضا معهم رفيقهم الثالث خالد ادريس والاعتقال كان بسبب قيامه بتلحين عمل وطني كامل اسمه «الصمود» أثناء الاحتلال وهذا العمل من كلمات فائق عبد الجليل. تم التعرف على رفاته في 25 يوليو 2004.

## عن حياته وبداياته
ولد الملحن عبد الله راشد أحمد اليعقوب وشهرته عبد الله الراشد في مدينة الكويت وتحديدا في تاريخ (18 سبتمبر 1950)، وهو خريج معهد المعلمين عام 1972 وكان ترتيبه الأول على شعبته الموسيقية، وبعد تخرجه مباشرة عمل مدرِّساً للتربية الموسيقية في وزارة التربية، ومن ثم انتقل إلى وزارة الإعلام وشغل منصب مشرف كنترول في قسم مراقبة الموسيقى، وهو متزوج ولديه ولد سعود وخمس بنات.

## عضوياته الفنية
- عضو في جمعية المعلمين الكويتية.
- عضو في جممعية الفنانين الكويتيين.
- عضو فرقة المسرح الشعبي.
- عضو فرقة الأضواء التي شكلها مع مجموعة من الفنانين الشباب أثناء فترة الدراسة والهواية.

## ظروف الأسر والاستشهاد
بحكم شهرته كملحن معروف، فقد كان يعدّ مع مجموعة من الفنانيين الكويتين المطلوبين للقوات العراقية الغازية، فقد كان متواجد مع الشاعر الشهيد فائق عبد الجليل، لتنفيذ أغنية {الصمود} الوطنية، أثناء الاحتلال العراقي، فعرفت المخابرات العراقية بالأمر وإعتقلته مع زميله الشاعر الشهيد فائق عبد الجليل، ونقل الاثنان إلى سجن الأحداث في أطراف مدينة الكويت حيث كان الأسرى الكويتيون يمضون فترة قصيرة قبل ترحيلهم إلى معتقلات بغداد، ومن ثم نُقل إلى كربلاء في (30 يناير 1991)، وفي (25 يوليو 2004) أعلن خبر استشهاده بعد التعرف علي رفاته في مقبرة جماعية شمال كربلاء.

## بعض أعماله
- أغنية (قمر جنها) وهي من غناء الفنان عباس البدري.
- أغنية (اما الآن) وهي من كلمات الشاعر الشهيد فائق عبد الجليل ومن غناء الفنان فيصل الزنكوي.
- أغنية (مسافر) وهي من غناء الفنان عبد المحسن المهنا.
- أغنية (أنت بديت) وهي من غناء الفنانة رباب.
- أغنية (يا بعد قلبي) وهي من غناء الفنانة رباب.
- أغنية (أخدعتني) وهي من كلمات الشاعر الشاهين ومن غناء الفنان عبد الله الرويشد.
- أغنية (ماغيرها) وهي من غناء الفنان إبراهيم القطان.
- أغنية (شخبار الديرة) وهي من غناء الفنان نبيل شعيل.
- أغنية (بياع كلام) من كلمات الشاعر الشهيد فائق عبد الجليل وهي من غناء الفنان سعدون جابر.
- أغنية (واحد من الناس) وهي من كلمات الشاعر فائق عبد الجليل ومن غناء الفنان أصيل أبو بكر.
- أغنية (الكلمة الأخيرة) وهي من كلمات الشاعر الشهيد فائق عبد الجليل ومن غناء الفنان أصيل أبو بكر.

وفي الأخير أفرج الفنان أبو بكر سالم عن أغنية قديمة غناها من كلمات الشهيد فائق عبد الجليل والحان عبد الله الراشد وهي رائعة لا أنت شمس.

## أعماله الوطنية
- اوبريت (جسر المحبة الكويت) من تأليف فائق عبد الجليل والذي شارك فيه نخبة كبيرة من فنانين الكويت مثل الفنان مصطفى أحمد والفنان الراحل غريد الشاطئ والفنان عبد المحسن المهنا هو ليس بميت والفنان نبيل شعيل والفنانة رباب والفنان عباس البدري ومجموعة من ممثلين الكويت القدرين مثل الفنان الراحل علي المفيدي والفنانة الراحلة مريم الغضبان والفنان إبراهيم الصلال والفنانة زهرة الخرجي.
- أغنية (حب هذه الأرض) وهي من غناء الفنان عبد الكريم عبد القادر ومن كلمات الشاعر الراحل هزاع الصلال (ابن القرى)
- أوبريت (الصمود) من تأليف فائق عبد الجليل والذي لحنه أثناء الغزو العراقي لدولة الكويت وقام بغنائه مجموعة من أبناء المقاومة الكويتية بالإضافة إلى الطفلة مي صبيح العيدان وتم تسجيله بصورة جدا بسيطه على مسجل حيث كانت المجموعة تغني والملحن يعزف على العود بالإضافة إلى الايقاعات والجدير بالذكر أيضا ان هذا العمل تم إعادة تسجيله بعد تحرير الكويت بالقاهرة بتنفيذ موسيقى كامل تحت اشراف الملحن راشد الخضر وتم تسجيل العمل على نفقة الشاعرة الكويتية الشيخة سعاد الصباح.